# G33

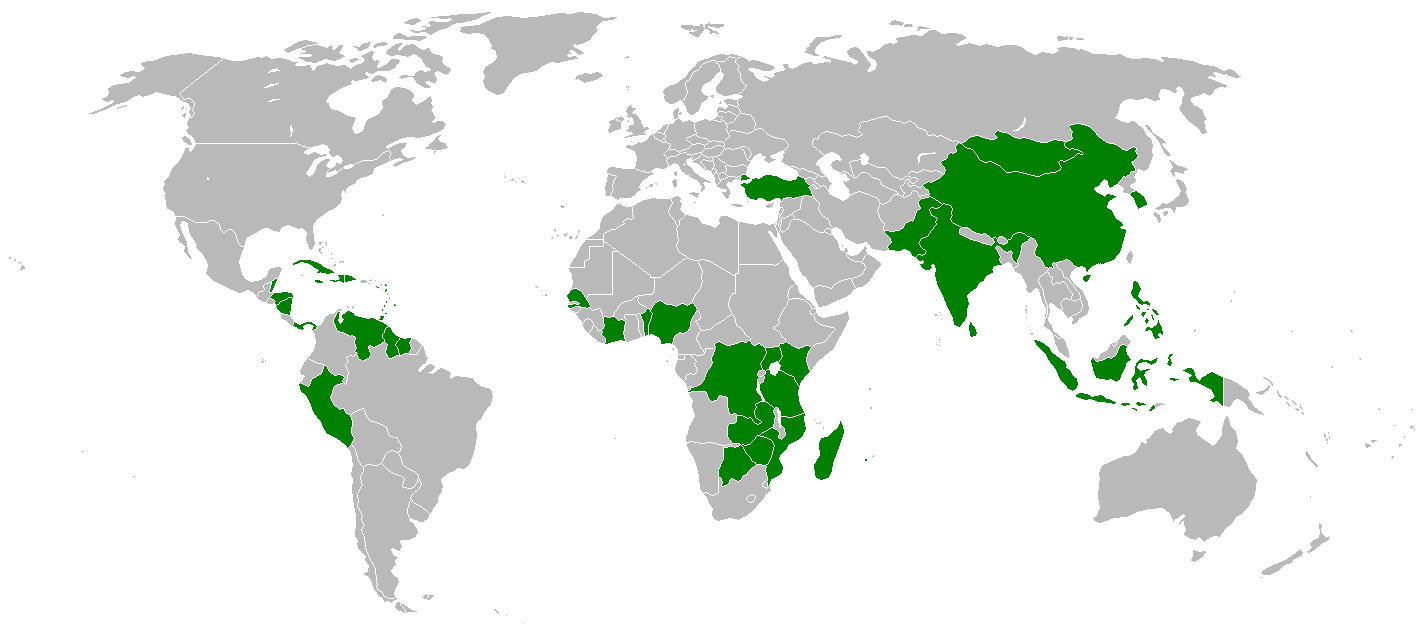
Kraje członkowskie G 33

G33 – nazwa grupy krajów rozwijających się, która koordynuje działania członków w sprawach handlowych i ekonomicznych. Nazwa może celowo przypominać grupę G8. Grupa ta została stworzona, aby pomóc krajom rozwijającym się, które zmagały się z podobnymi problemami.
G33 zaproponowała specjalne zasady dla krajów rozwijających się w negocjacjach ze Światową Organizacją Handlu, jak pozwolenie im kontynuowania ograniczania dostępu do ich wewnętrznych rynków rolnych.

## Członkowie
| * 1. Antigua i Barbuda             | * 23. Madagaskar                |
| * 2. Barbados                      | * 24. Mongolia                  |
| * 3. Belize                        | * 25. Mozambik                  |
| * 4. Benin                         | * 26. Nikaragua                 |
| * 5. Botswana                      | * 27. Nigeria                   |
| * 6. Chiny                         | * 28. Pakistan                  |
| * 7. Demokratyczna Republika Konga | * 29. Panama                    |
| * 8. Dominikana                    | * 30. Peru                      |
| * 9. Filipiny                      | * 31. Saint Kitts i Nevis       |
| * 10. Grenada                      | * 32. Saint Lucia               |
| * 11. Gujana                       | * 33. Salwador                  |
| * 12. Gwatemala                    | * 34. Saint Vincent i Grenadyny |
| * 13. Haiti                        | * 35. Senegal                   |
| * 14. Honduras                     | * 36. Sri Lanka                 |
| * 15. Indie                        | * 37. Surinam                   |
| * 16. Indonezja                    | * 38. Tanzania                  |
| * 17. Jamajka                      | * 39. Trynidad i Tobago         |
| * 18. Kenia                        | * 40. Turcja                    |
| * 19. Korea Południowa             | * 41. Uganda                    |
| * 20. Kuba                         | * 42. Wybrzeże Kości Słoniowej  |
| * 21. Laos                         | * 43. Zambia                    |
| * 22. Mauritius                    |                                 |